# Campionati del mondo di ciclismo su strada 2017 - Cronometro femminile Junior
La cronometro femminile Junior dei Campionati del mondo di ciclismo su strada 2017 si svolse il 18 settembre 2017 in Norvegia, con partenza ed arrivo a Bergen, su un percorso totale di 16,1 km. La medaglia d'oro fu vinta dall'italiana Elena Pirrone con il tempo di 23'19"72 alla media di 41,408 km/h, argento all'altra italiana Alessia Vigilia e a completare il podio l'australiana Madeleine Fasnacht.
Partenza per 47 cicliste, di cui 45 arrivarono al traguardo.

## Classifica (Top 10)
| Pos. | Corridore           | Squadra     | Tempo     |
| ---- | ------------------- | ----------- | --------- |
| 1    | Elena Pirrone       | Italia      | 23'19"72  |
| 2    | Alessia Vigilia     | Italia      | a 6"38    |
| 3    | Madeleine Fasnacht  | Australia   | a 42"32   |
| 4    | Hannah Ludwig       | Germania    | a 45"45   |
| 5    | Marija Novolodskaja | Russia      | a 1'09"05 |
| 6    | Marit Raaijmakers   | Paesi Bassi | a 1'20"94 |
| 7    | Pfeiffer Georgi     | G. Bretagna | a 1'22"59 |
| 8    | Shari Bossuyt       | Belgio      | a 1'23"46 |
| 9    | Letizia Paternoster | Italia      | a 1'29"61 |
| 10   | Jade Wiel           | Francia     | a 1'30"63 |